# Max Woelm
Max Woelm (* 10. Januar 1875 in Elbing/Ostpreußen; † 6. Februar 1964 in Eschwege) war ein deutscher Apotheker, Nahrungsmittelchemiker, Betreiber einer Chemisch-pharmazeutische Fabrik und Erfinder der „Doppelampulle“.

## Leben
Nach Lehre und Praktikantenzeit in Elbing und Osterode studierte er in Straßburg, Breslau und Berlin. Anschließend war er europaweit sowie in Westindien und Südamerika als Apotheker und Nahrungsmittelchemiker in der Zuckerindustrie tätig.

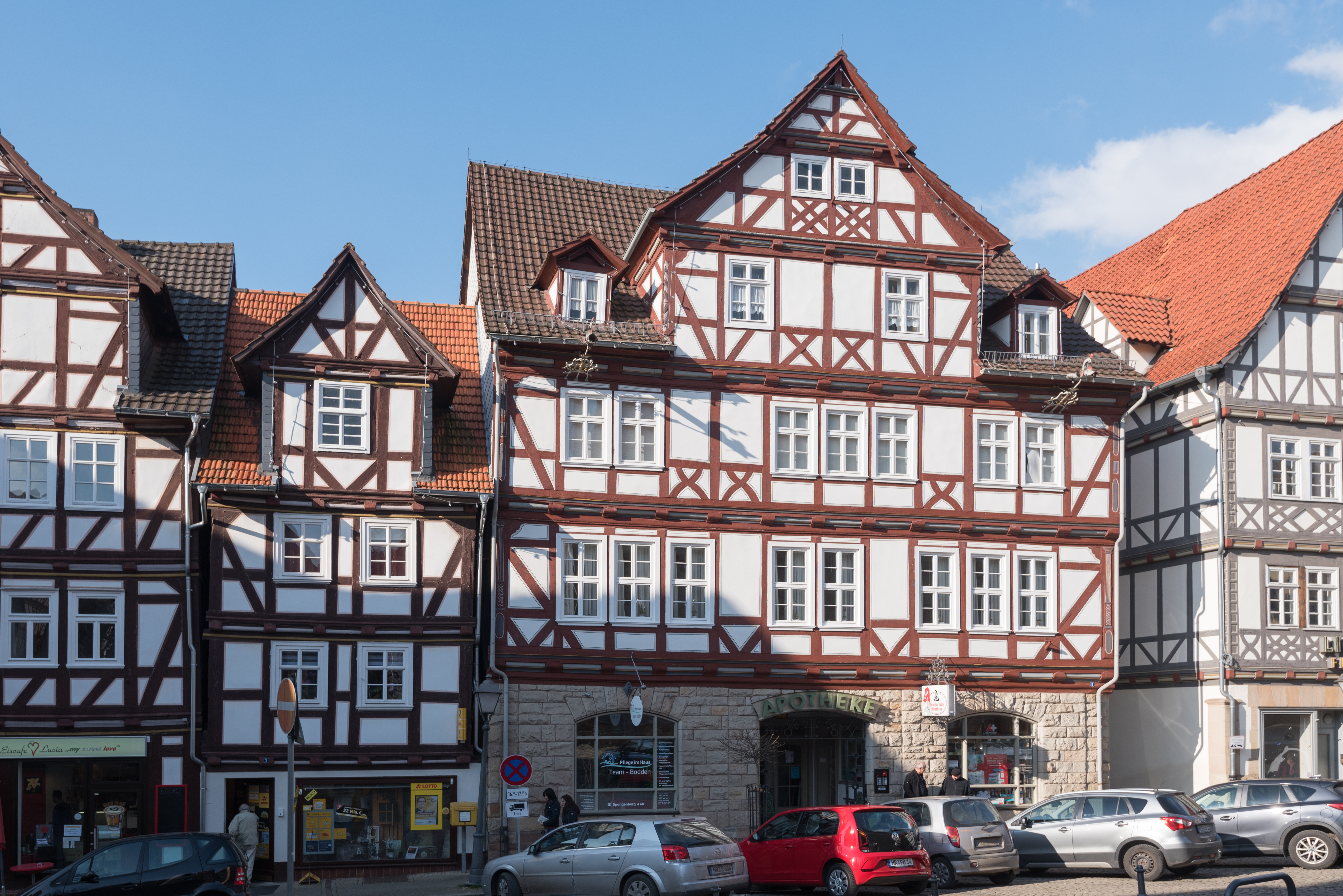
Woelm'sche Apotheke, Marktplatz 8, Spangenberg

1907 zog er nach Spangenberg, engagierte sich in der katholischen Kirchengemeinde St. Elisabeth, übernahm die seit 1676 bestehende einzige Apotheke, um sich eine wirtschaftliche Basis für seine Zukunftspläne zu schaffen und gründete die Chemisch-pharmazeutische Fabrik M. Woelm. Er plante die Produktion von Human- und Dentalprodukten, darunter Ampullen zur örtlichen Betäubung, Auftragsfertigungen für andere Apotheken sowie die Herstellung von apothekeneigenen „Hausspezialitäten“. Ab 1908 wurden die Produkte im Apothekenlaboratorium gefertigt, später auch in einem weiteren Gebäude in der Langen Gasse 1. Schon bald unterhielt er Depots in Berlin, Bonn, Hamburg, Kassel und München, um den Bedarf der Zahnärzte nach Lokalanästhetika zu decken.

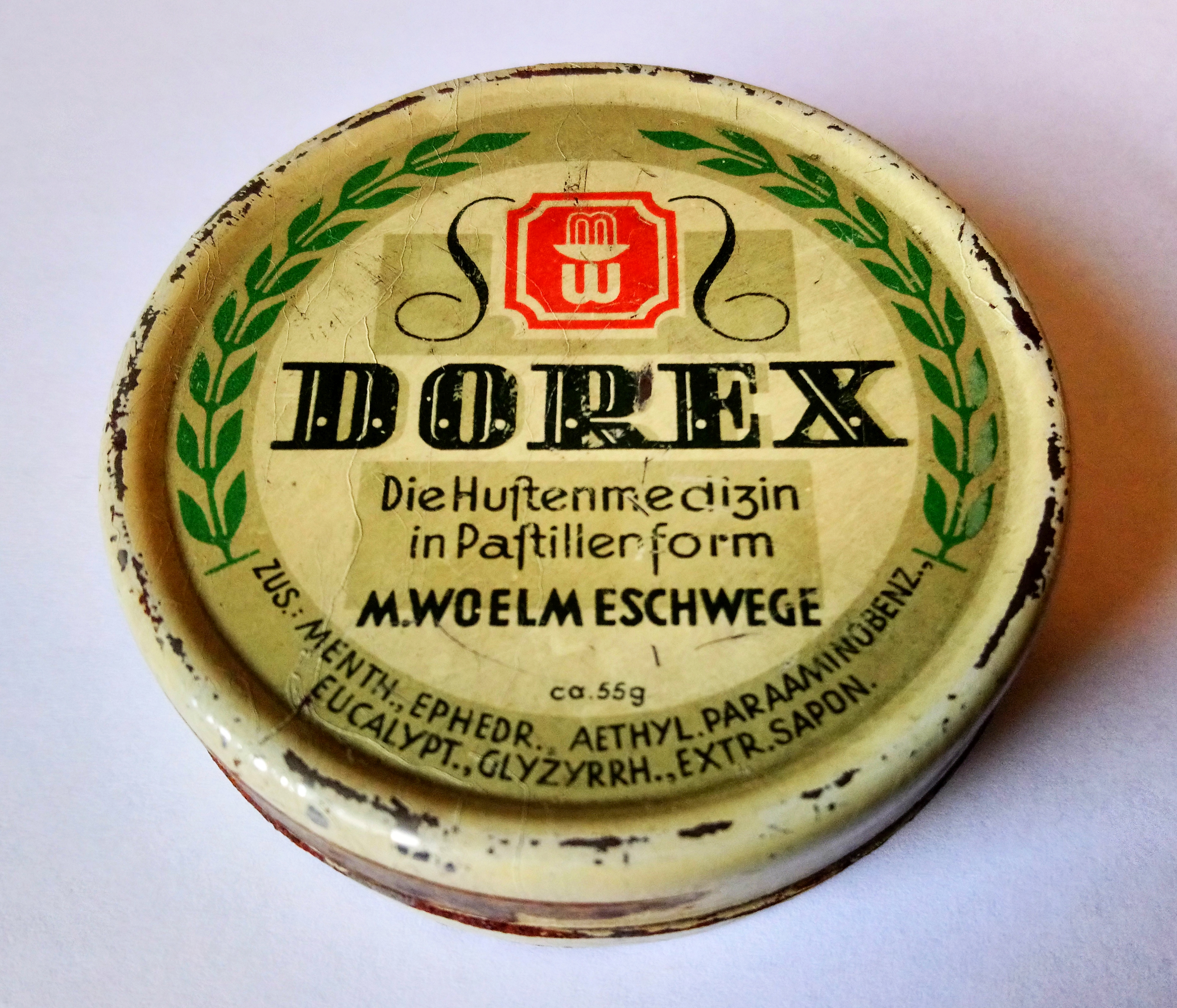
Dorex Hustenpastillen, ca. 1935

Zwischen 1907 und 1935 meldete Woelm knapp 60 Warenzeichen an, darunter das Zahnschmerzmittel Tispol (1922), die auch in den 1950er Jahren noch produzierten Hustenpastillen Dorex (1928), der Appetitzügler Recatol (1929), das Schmerzmittel Dolormin (vor 1932), das Schlafmittel Betadorm (1932), Tirgon (1933) und Sirinal (1934). Neben den vielen eigenen Präparaten, wie den Ilja Rogoff Knoblauchpillen (nach dem Krieg) produzierte Woelm auch die „Hausspezialitäten“ für bis zu 4000 Apotheken in Lohnherstellung. Dazu gründete er 1916 einen pharmazeutischen Großhandel für Apotheken.
Woelms großes Verdienst war die Erfindung der Doppelampulle, für die er 1922 und 1928 Patente erhielt. Er hatte sich dazu die Bezeichnungen Duplophiole, Biphiole, Vacuphiole und Woelmphiole als Warenzeichen schützen lassen. In Folge bot er mehrere Präparate in diesen Duplophiolen an, die die Wirkstoffe im unteren Teil und das sterile Lösungsmittel im oberen Teil innerhalb einer Ampulle getrennt voneinander enthielten und erst unmittelbar vor Anwendung miteinander in Kontakt gebracht wurden. Die Trennung beider Behältnisse erfolgte durch eine Verengung, die durch einen Schmelzpfropfen aus Harz oder Paraffin und einen faserfreien Filter hermetisch abgedichtet wurde. Die Ampulle wurde dann an der Engstelle erhitzt, der Pfropfen wurde durchlässig, so dass das Lösungsmittel in den unteren Teilbehälter lief, während Bestandteile des Pfropfens im Filter aufgefangen wurden. Abschließend wurde der untere Teil der Doppelampulle abgebrochen und die Lösung mit der Spritze aufgezogen. Seine Erfindung stieß 1924 auf einer Ausstellung auf großes Interesse. Doppelampullen wurden anschließend um 1925/1930 ohne den für Woelm geschützten Namen von den Farbenfabriken Bayer/Leverkusen und den Farbwerken Hoechst mit geändertem Herstellungsverfahren unter den Warenzeichen Isoampulle und Iso-Doppel-Ampulle vertrieben. Woelm verzichtete auf eine Klage wegen Patentverletzung, wahrscheinlich unter anderem, weil er gute Geschäftsverbindungen zu Bayer unterhielt, da er seit 1916 den Alleinvertrieb der Klinikpackungen „Bayer“ innehatte.
In den 1930er Jahren beschäftigte Woelm mehr als 100 Personen in Spangenberg. Als einer der ersten stellte er die Eigenerzeugnisse auf ein einheitliches Aussehen um, die so genannte „Monopharma-Packungen“. 1934/35 traten seine beiden Söhne in die Firma ein und Woelm verlegte im Rahmen der wachsenden Expansion die Fabrik und den Großhandel nach Eschwege, da ihm mangels „richtigem Parteibuch“ der Kauf zusätzlichen Baugeländes in Spangenberg durch die Nationalsozialisten verwehrt wurde. Dennoch wurde der Betrieb durch das Amt Schönheit der Arbeit als „Nationalsozialistischer Musterbetrieb“ ausgezeichnet. Ab 1939 wurden auf Ausstellungen den Besuchern auch Woelm-Werksfilme vorgeführt, Fortbildungsveranstaltungen auf Burg Ludwigstein und Betriebsbesichtigungen durchgeführt.
Nach Kriegsende 1945 entschied er sich für eine Rückverlegung und Ausgliederung des expandierenden Großhandels nach Elbersdorf, einem Ortsteil Spangenbergs. Dort bot er in einem dafür erworbenen Anwesen und als eigenständiges Unternehmen unter „M. Woelm Spangenberg Pharmazeutische Großhandlung“ ein Vollsortiment an mit den Produktionsbereichen Fertigarzneimittel für Humanzwecke, Dentalprodukte, Eigenspezialitäten (Hausspezialitäten), Lohn- und Auftragsfertigung für andere Unternehmen und Export, Adsorbenzienmaterial für die Chromatographie, Großdruckerei und Verlag. Woelm gab regelmäßig Großhandelspreislisten heraus, die zunächst wegen des blauen Umschlags „Blaue Liste Woelm“, dann „Preisliste Woelm Pharmazeutische Großhandlung Spangenberg“ genannt wurde. Später wurde sie von der ABDA – Bundesvereinigung Deutscher Apothekerverbände bis 1994 als „Kleine Spezialitätenliste (früher Woelm-Liste)“ veröffentlicht und anschließend vom Govi-Verlag herausgegeben.

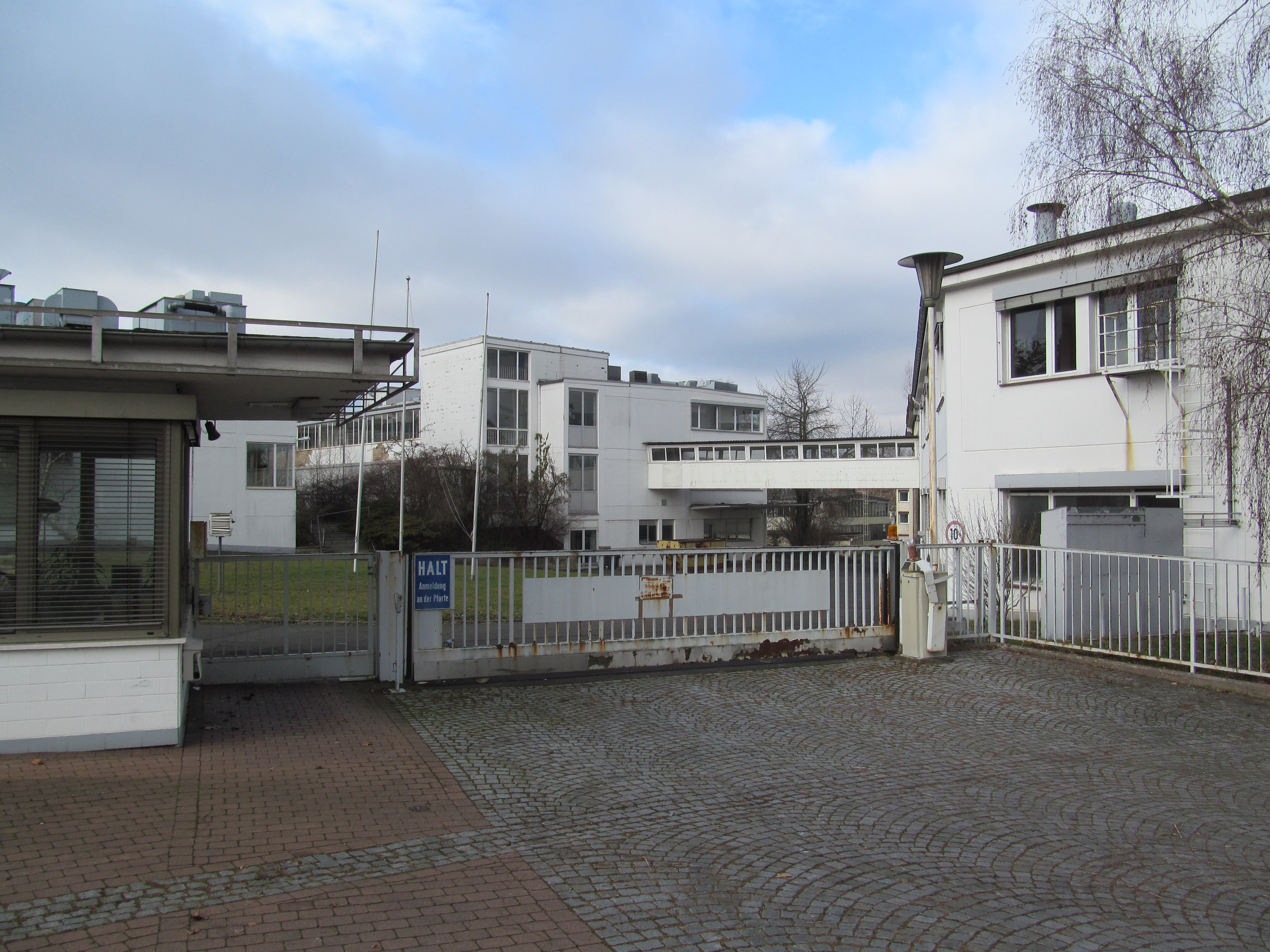
Das 1956 gebaute Werk in Eschwege

Weitere Produkte der Fabrik in Eschwege waren M 2 Woelm, Melcain, Melostrophan, Procupin, Klimoestrol, Tirgon und Sekundal. In Spitzenzeiten waren über 800 Personen beschäftigt. Nach Entstehung der vier Besatzungszonen in Deutschland produzierte Woelm bis 1956 zusätzlich in einem Zweigwerk in Bielefeld die Konfektionierung seiner Produkte. 1956 baute er, unterstützt von seinen beiden Söhnen, dem Apotheker Lothar Woelm und Industriekaufmann Horst Woelm (* 1908), eine komplette Pharmafabrik in Eschwege.
Ein weniger bekanntes Produkt, das in Eschwege entwickelt wurde, ist die "PP-WOELM-Nadel" zur Schmerzbekämpfung bei der Geburtshilfe, aus den 60er Jahren, eine Verbesserung er sog. "IOWA-trumpet", der Iowa Medical Supply Company.
Woelm starb 1964, einer seiner im Unternehmen tätigen Söhne kurz danach. 1971 verkaufte sein anderer Sohn die noch von einem Familienmitglied geführte Apotheke in Spangenberg an einen anderen Offizinapotheker und die Firma an den amerikanischen Konzern ICN, 1976 folgte die Übernahme durch den Kosmetikkonzern Revlon. Beim 75-jährigen Jubiläum 1982 hatte die Firma noch 600 Mitarbeiter, doch nach erneuten Verkäufen (1986 an Rhône-Poulenc Rorer, 1992 an Johnson & Johnson) wurde 1996 die Produktion in Eschwege eingestellt.

## Ehrungen
- 1951 wurde Woelm für seine Verdienste um die Pharmazie der Dr. phil. h. c. der Philipps-Universität Marburg verliehen.
- 1953 wurde er für seine Verdienste um den industriellen Aufbau mit dem Bundesverdienstkreuz  ausgezeichnet.[1]
- 1954 Verleihung des Ehrenbürgerrechts für die „Verdienste um die wirtschaftliche Entwicklung der Stadt Spangenberg und die Förderung des Schulwesens“.[2]
- Die am Werksgelände gelegene Straße in Eschwege heißt bis heute Max-Woelm-Straße.